# Syndemis saburrana
Syndemis saburrana is een vlinder uit de familie bladrollers (Tortricidae). De wetenschappelijke naam voor deze soort is voor het eerst geldig gepubliceerd in 1852 door Zeller.
De soort komt voor in tropisch Afrika.